# Falkirk Old Parish Church

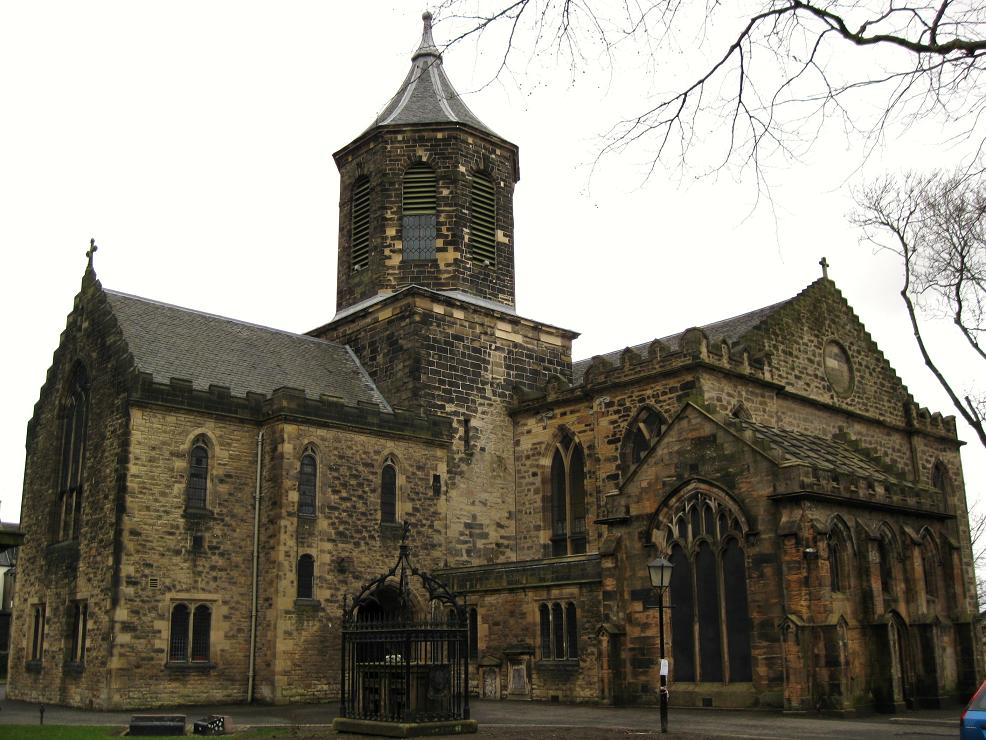
Falkirk Old Parish Church

Die Falkirk Old Parish Church, auch Falkirk Old & St Modan’s Parish Church, ist ein Kirchengebäude der presbyterianischen Church of Scotland in der schottischen Stadt Falkirk in der gleichnamigen Council Area. 1960 wurde das Bauwerk in die schottischen Denkmallisten zunächst in der Kategorie B aufgenommen. Die Hochstufung in die höchste Kategorie A erfolgte 2004.

## Geschichte
Möglicherweise befand sich bereits seit dem 6. Jahrhundert eine Kirche an diesem Ort, welche der Heilige Modan gegründet haben soll. Gesichert ist ein Gebäude im 11. Jahrhundert. Dies koinzidiert mit der Datumsangabe 1057 auf einem Stein in der Kirche. Es gilt jedoch als gesichert, dass dieser Stein erst im 19. Jahrhundert angefertigt wurde, weshalb das Baujahr zweifelhaft ist. Im Jahre 1166 wurde die Kirche dem Kloster Holyrood zugeordnet.
Die ältesten Fragmente der heutigen Kirche stammen aus dem 15. Jahrhundert und wurden wahrscheinlich um 1450 erbaut. Es handelte sich um ein Langhaus mit Querschiff. Der Glockenturm lag über der Vierung. Der obere Teil des Turmes wurde 1738 eingerissen und bis 1741 nach einem Entwurf von William Adam neu aufgebaut. In den 1790er Jahren erwies sich die Kirche als zu klein für die wachsende Gemeinde, weshalb ein Neubau diskutiert wurde. Zu Beginn des 19. Jahrhunderts entschloss man sich deshalb zu einem Neubau. Hierzu wurde das Gebäude mit Ausnahme des Glockenturms abgerissen. Die Arbeiten, die insgesamt rund 3500 £ kosteten, wurde nach einem Entwurf von James Gillespie Graham durchgeführt und 1811 abgeschlossen. 1893 wurde ein von Robert Rowand Anderson geplantes Gebäude hinzugefügt. Mitte der 1980er Jahre verschmolz die Kirchengemeinde mit der Nachbargemeinde St Modan’s zur Falkirk Old & St Modan’s Parish Church.